# Glischrochilus
Genre
Glischrochilus (glischro = collante, chilus (cheilus) = lèvres) est un genre de coléoptères se nourrissant de sève, de la famille des Nitidulidae et de la sous-famille des Cryptarchinae.

## Description
Les Glischrochilus sont des coléoptères oblongs d'un noir luisant avec de jolis dessins jaune, rouge ou orange sur leurs élytres. Les élytres sont courts et laissent voir la surface supérieure du dernier segment abdominal, un bon moyen de les distinguer des Megalodacne qui leur ressemblent mais qui sont généralement plus grands. Ils ressemblent aussi à certaines espèces autrefois classées dans le genre Megalodacne mais désormais reclassées dans le genre Ips.
Comme les autres nitulididés, les Glischrochilus adultes peuvent être distingués des autres types de coléoptères suceurs de sève par leurs antennes caractéristique formées de 11 segments et qui se terminent par un club de 3  petites billes. Les Glischrochilus font partie des plus grands nitulididés mais ils sont généralement plus petits que les autres coléoptères, mesurant seulement en moyenne 5 mm de longueur, les plus grands spécimens atteignant 12 mm.
Les œufs sont allongés et d'un blanc laiteux. Les œufs sont pondus au printemps sur de la matière végétale en décomposition. Les larves mesurent environ 6,4 mm de longueur et de nourrissent pendant trois semaines du jus de fermentation des végétaux avant de se nymphoser. Il faut un peu plus d'un mois pour passer de l'œuf à l'adulte et il n'y a qu'une seule génération chaque année,.

## Écologie

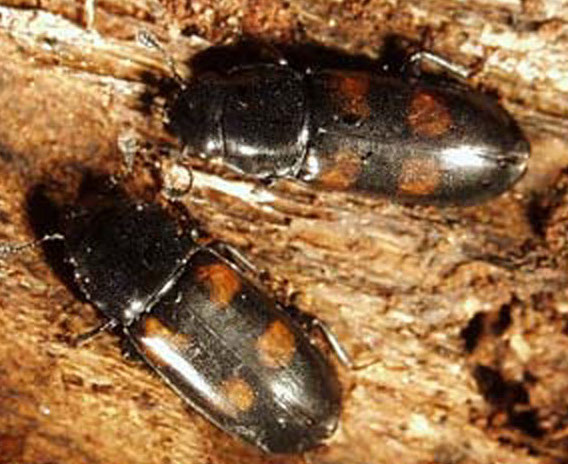
Glischrochilus quadripunctatus, est un prédateur de larves d'insectes vivant sous l'écorce des arbres.

Le sous-genre Librodor, regroupant la majorité des espèces du genre, se nourrissent de la sève exsudant d'arbres blessés et de végétaux en décomposition ou de champignons. Ils sont également attirés par les fruits mûrs, ainsi que la bière, le vinaigre, le vin, les jus de fruits et les boissons fermentées. Ils se noient souvent dans les liquides dont ils se nourrissent, ce qui rend ces derniers impropres à la consommation. Ils se rassemblent souvent en grand nombre lorsque ces boissons sont présentes, ruinant pique-niques et rassemblements en plein air comme les barbecues. Les chercheurs qui souhaitent attirer ces insectes utilisent des appâts à base de bière, de mélasse, de vinaigre, d'ananas et autres.
Le sous-genre Glischrochilus sont des prédateurs d'invertébrés mous (comme des larves d'insectes) vivant sous l'écorce des d'arbres,.
Les espèces des deux sous-genres se trouvent en Amérique du Nord et en Eurasie.
Les Glischrochilus sont également connus pour être impliqués dans la transmission de champignons pathogènes Ceratocystis et Fusarium. Ils sont également considérés comme des ravageurs de certains fruits et légumes comme les fraises, le maïs, les tomates, les abricots, les melons, les framboises et les pêches. Normalement, ils ne deviennent un problème que lorsque les fruits sont endommagés ou sont mûrs et commencent à fermenter,. Ils sont difficiles à contrôler car ils sont principalement attirés par l'odeur de la nourriture. Les méthodes de contrôle comprennent des appâts parfumés et la suppression des fruits endommagés ou trop mûrs.

## Espèces présentes en Europe
- Glischrochilus fasciatus (Olivier, 1790)
- Glischrochilus grandis (Tournier, 1872)
- Glischrochilus hortensis (Fourcroy, 1785)
- Glischrochilus quadriguttatus (Fabricius, 1776)
- Glischrochilus quadripunctatus (Linnaeus, 1758)
- Glischrochilus quadrisignatus (Say, 1835)

## Espèces
La liste suivante est peut-être incomplète ou inexacte,,, :
- Sous-genre Glischrochilus Reitter, 1873
  - Glischrochilus biguttulus (Motschulsky, 1860)
  - Glischrochilus cruciatus (Motschulsky, 1860)
  - Glischrochilus quadripunctatus (Linnaeus, 1758)
  - Glischrochilus confluentus (Say)
  - Glischrochilus obtusus (Say)
  - Glsichrochilus vittatus (Say)
  - Glischrochilus moratus (Brown)
  - Glischrochilus lecontei (Brown, 1931)
- Sous-genre Librodor Reitter, 1884
  - Glischrochilus fasciatus (Olivier, 1790)
  - Glischrochilus siepmanni (W. J. Brown)
  - Glischrochilus sanguinolentus (Olivier,1790)
  - Glischrochilus affinis Kirejtshuk, 1984
  - Glischrochilus binaevus (Reitter, 1879)
  - Glischrochilus christophi (Reitter, 1879)
  - Glischrochilus clavatus Reitter, 1884
  - Glischrochilus grandis (Tournier, 1872)
  - Glischrochilus hortensis (Fourcroy, 1785)
  - Glischrochilus ipsoides (Reitter, 1879)
  - Glischrochilus pantherinus (Reitter, 1879)
  - Glischrochilus parvipustulatus (Kolbe, 1886)
  - Glischrochilus quadrisignatus (Say, 1835)
  - Glischrochilus rufiventris (Reitter, 1879)
  - Glischrochilus subcylindricus Reitter, 1884 
  - Glischrochilus quadriguttatus (Fabricius, 1776)
  - Glischrochilus jelineki Lasoń, 2009
  - Glischrochilus japonicus (Motschulsky, 1858)